# Danae nigricornis
Danae nigricornis es una especie de coleóptero de la familia Endomychidae.

## Distribución geográfica
Habita en la República Democrática del Congo y en Malaui.